# Großer Preis von Frankreich 1993
Der Große Preis von Frankreich 1993 (offiziell Rhône-Poulenc Grand Prix de France) fand am 4. Juli auf dem Circuit de Nevers Magny-Cours in Magny-Cours statt und war das achte Rennen der Formel-1-Weltmeisterschaft 1993.

## Berichte

### Hintergrund
Dasselbe Teilnehmerfeld, das drei Wochen zuvor den Großen Preis von Kanada bestritten hatte, trat auch zum achten WM-Lauf des Jahres in Frankreich an.
Nach dem Großen Preis von Kanada führte Alain Prost mit fünf Punkten vor Ayrton Senna und mit 25 Punkten vor Damon Hill. In der Konstrukteurswertung führte Williams-Renault mit 25 Punkten vor McLaren-Ford und mit 44 Punkten vor Benetton-Ford.
Senna, der seit Beginn der Saison stets von Rennen zu Rennen entschieden hatte, erneut für McLaren anzutreten, unterzeichnete im Vorfeld des Rennens einen Vertrag für die restlichen Läufe der Saison. Zudem wurde sein Wechsel zu Williams zur Saison 1994 verkündet.
Mit Prost (fünfmal) trat ein ehemaliger Sieger zu diesem Grand Prix an.

### Qualifying
Hill sicherte sich die erste Pole-Position seiner Formel-1-Karriere vor seinem Teamkollegen Prost. Für die zweite Startreihe qualifizierten sich die beiden Ligier-Piloten Martin Brundle und Mark Blundell vor Senna und Jean Alesi. Michael Schumacher und Rubens Barrichello bildeten die vierte Reihe. Michele Alboreto im Lola-Ferrari scheiterte als Einziger an der Qualifikation.

### Rennen
Zu Beginn des Rennens blieben die Top Fünf in der Reihenfolge, in welcher sie starteten, während Schumacher an Alesi vorbeiging. Hill führte vor Prost, Brundle, Blundell, Senna und Schumacher.
Der Williams zog davon, während Brundle sich von Blundell absetzte, der Senna und Schumacher aufhielt. Dies endete jedoch, als Blundell in Runde 21 aufgeben musste, als er versuchte, Andrea de Cesaris zu überrunden und dabei abgedrängt wurde. Es war Zeit für die Stopps in der Mitte des Rennens, bei denen Prost Hill überholte und Senna und Schumacher auf Brundle aufschlossen.
Bei den zweiten Stopps blieb Prost vorne – knapp zwei Zehntel, während Senna und Schumacher vor Brundle lagen. Schumacher überholte Senna, als die beiden durch den Verkehr fuhren, und setzte sich ab.
Prost gewann mit Hill direkt dahinter und sicherte Williams einen Doppelsieg vor Schumacher, Senna, Brundle und Michael Andretti. Mit seinem Sieg war Prost der erste Formel-1-Fahrer, der in seiner Karriere 100 Podestplätze erreichte.
In der Fahrerwertung konnte Prost seinen Vorsprung vor Senna weiter ausbauen. Hill blieb Dritter. In der Konstrukteurswertung blieben die ersten drei Positionen auch unverändert.

## Meldeliste
| Team                        | Nr. | Fahrer               | Chassis        | Motor                        | Reifen |
| --------------------------- | --- | -------------------- | -------------- | ---------------------------- | ------ |
| Canon Williams Team         | 0   | Damon Hill           | Williams FW15C | Renault RS5 3.5 V10          | G      |
| Canon Williams Team         | 02  | Alain Prost          | Williams FW15C | Renault RS5 3.5 V10          | G      |
| Tyrrell Racing Organisation | 03  | Ukyō Katayama        | Tyrrell 020C   | Yamaha OX10A 3.5 V10         | G      |
| Tyrrell Racing Organisation | 04  | Andrea de Cesaris    | Tyrrell 020C   | Yamaha OX10A 3.5 V10         | G      |
| Camel Benetton Ford         | 05  | Michael Schumacher   | Benetton B193B | Ford Cosworth HB 3.5 V8      | G      |
| Camel Benetton Ford         | 06  | Riccardo Patrese     | Benetton B193B | Ford Cosworth HB 3.5 V8      | G      |
| Marlboro McLaren            | 07  | Michael Andretti     | McLaren MP4/8  | Ford Cosworth HB 3.5 V8      | G      |
| Marlboro McLaren            | 08  | Ayrton Senna         | McLaren MP4/8  | Ford Cosworth HB 3.5 V8      | G      |
| Footwork Mugen Honda        | 09  | Derek Warwick        | Footwork FA14  | Mugen-Honda MF-351HB 3.5 V10 | G      |
| Footwork Mugen Honda        | 10  | Aguri Suzuki         | Footwork FA14  | Mugen-Honda MF-351HB 3.5 V10 | G      |
| Team Lotus                  | 11  | Alessandro Zanardi   | Lotus 107B     | Ford Cosworth HB 3.5 V8      | G      |
| Team Lotus                  | 12  | Johnny Herbert       | Lotus 107B     | Ford Cosworth HB 3.5 V8      | G      |
| Sasol Jordan                | 14  | Rubens Barrichello   | Jordan 193     | Hart 1035 3.5 V10            | G      |
| Sasol Jordan                | 15  | Thierry Boutsen      | Jordan 193     | Hart 1035 3.5 V10            | G      |
| Larrousse F1                | 19  | Philippe Alliot      | Larrousse LH93 | Lamborghini 3512 3.5 V12     | G      |
| Larrousse F1                | 20  | Érik Comas           | Larrousse LH93 | Lamborghini 3512 3.5 V12     | G      |
| Lola BMS Scuderia Italia    | 21  | Michele Alboreto     | Lola T93/30    | Ferrari 040 3.5 V12          | G      |
| Lola BMS Scuderia Italia    | 22  | Luca Badoer          | Lola T93/30    | Ferrari 040 3.5 V12          | G      |
| Minardi Team                | 23  | Christian Fittipaldi | Minardi M193   | Ford Cosworth HB 3.5 V8      | G      |
| Minardi Team                | 24  | Fabrizio Barbazza    | Minardi M193   | Ford Cosworth HB 3.5 V8      | G      |
| Ligier Gitanes Blondes      | 25  | Martin Brundle       | Ligier JS39    | Renault RS5 3.5 V10          | G      |
| Ligier Gitanes Blondes      | 26  | Mark Blundell        | Ligier JS39    | Renault RS5 3.5 V10          | G      |
| Scuderia Ferrari            | 27  | Jean Alesi           | Ferrari F93A   | Ferrari 041 3.5 V12          | G      |
| Scuderia Ferrari            | 28  | Gerhard Berger       | Ferrari F93A   | Ferrari 041 3.5 V12          | G      |
| Lighthouse Sauber           | 29  | Karl Wendlinger      | Sauber C12     | Sauber 2175 3.5 V10          | G      |
| Lighthouse Sauber           | 30  | JJ Lehto             | Sauber C12     | Sauber 2175 3.5 V10          | G      |

## Klassifikationen

### Qualifying
| Pos. | Fahrer               | Konstrukteur          | 1. Qualifikationstraining | 1. Qualifikationstraining | 2. Qualifikationstraining | 2. Qualifikationstraining | Start |
| Pos. | Fahrer               | Konstrukteur          | Zeit                      | Ø-Geschwindigkeit         | Zeit                      | Ø-Geschwindigkeit         | Start |
| ---- | -------------------- | --------------------- | ------------------------- | ------------------------- | ------------------------- | ------------------------- | ----- |
| 01   | Damon Hill           | Williams-Renault      | 1:15,051                  | 203,861 km/h              | 1:14,382                  | 205,695 km/h              | 01    |
| 02   | Alain Prost          | Williams-Renault      | 1:15,725                  | 202,047 km/h              | 1:14,524                  | 205,303 km/h              | 02    |
| 03   | Martin Brundle       | Ligier-Renault        | 1:16,847                  | 199,097 km/h              | 1:16,169                  | 200,869 km/h              | 03    |
| 04   | Mark Blundell        | Ligier-Renault        | 1:16,834                  | 199,131 km/h              | 1:16,203                  | 200,779 km/h              | 04    |
| 05   | Ayrton Senna         | McLaren-Ford          | 1:16,782                  | 199,265 km/h              | 1:16,264                  | 200,619 km/h              | 05    |
| 06   | Jean Alesi           | Ferrari               | 1:16,825                  | 199,154 km/h              | 1:16,662                  | 199,577 km/h              | 06    |
| 07   | Michael Schumacher   | Benetton-Ford         | 1:16,720                  | 199,426 km/h              | 1:16,745                  | 199,362 km/h              | 07    |
| 08   | Rubens Barrichello   | Jordan-Hart           | 1:17,347                  | 197,810 km/h              | 1:17,168                  | 198,269 km/h              | 08    |
| 09   | Érik Comas           | Larrousse-Lamborghini | 1:18,180                  | 195,702 km/h              | 1:17,170                  | 198,264 km/h              | 09    |
| 10   | Philippe Alliot      | Larrousse-Lamborghini | 1:18,230                  | 195,577 km/h              | 1:17,190                  | 198,212 km/h              | 10    |
| 11   | Karl Wendlinger      | Sauber                | 1:17,650                  | 197,038 km/h              | 1:17,315                  | 197,892 km/h              | 11    |
| 12   | Riccardo Patrese     | Benetton-Ford         | 1:17,675                  | 196,975 km/h              | 1:17,362                  | 197,772 km/h              | 12    |
| 13   | Aguri Suzuki         | Footwork-Mugen-Honda  | 1:17,441                  | 197,570 km/h              | 1:17,518                  | 197,374 km/h              | 13    |
| 14   | Gerhard Berger       | Ferrari               | 1:18,741                  | 194,308 km/h              | 1:17,456                  | 197,532 km/h              | 14    |
| 15   | Derek Warwick        | Footwork-Mugen-Honda  | 1:19,180                  | 193,231 km/h              | 1:17,598                  | 197,170 km/h              | 15    |
| 16   | Michael Andretti     | McLaren-Ford          | 1:18,585                  | 194,694 km/h              | 1:17,659                  | 197,015 km/h              | 16    |
| 17   | Alessandro Zanardi   | Lotus-Ford            | 1:18,331                  | 195,325 km/h              | 1:17,706                  | 196,896 km/h              | 17    |
| 18   | JJ Lehto             | Sauber                | 1:19,252                  | 193,055 km/h              | 1:17,812                  | 196,628 km/h              | 18    |
| 19   | Johnny Herbert       | Lotus-Ford            | 1:17,862                  | 196,502 km/h              | 1:18,104                  | 195,893 km/h              | 19    |
| 20   | Thierry Boutsen      | Jordan-Hart           | 1:18,685                  | 194,446 km/h              | 1:17,997                  | 196,161 km/h              | 20    |
| 21   | Ukyō Katayama        | Tyrrell-Yamaha        | 1:20,553                  | 189,937 km/h              | 1:19,143                  | 193,321 km/h              | 21    |
| 22   | Luca Badoer          | Lola-Ferrari          | 1:21,931                  | 186,743 km/h              | 1:19,493                  | 192,470 km/h              | 22    |
| 23   | Christian Fittipaldi | Minardi-Ford          | 1:19,968                  | 191,327 km/h              | 1:19,519                  | 192,407 km/h              | 23    |
| 24   | Fabrizio Barbazza    | Minardi-Ford          | 1:21,113                  | 188,626 km/h              | 1:19,691                  | 191,992 km/h              | 24    |
| 25   | Andrea de Cesaris    | Tyrrell-Yamaha        | 1:21,024                  | 188,833 km/h              | 1:19,856                  | 191,595 km/h              | 25    |
| DNQ  | Michele Alboreto     | Lola-Ferrari          | 1:22,106                  | 186,344 km/h              | 1:20,130                  | 190,940 km/h              | –     |

### Rennen
| Pos. | Fahrer               | Konstrukteur          | Runden | Stopps | Zeit        | Start | Schnellste Runde |
| ---- | -------------------- | --------------------- | ------ | ------ | ----------- | ----- | ---------------- |
| 01   | Alain Prost          | Williams-Renault      | 72     | 1      | 1:38:35,241 | 02    | 1:20,530 (41.)   |
| 02   | Damon Hill           | Williams-Renault      | 72     | 1      | + 0,342     | 01    | 1:20,542 (35.)   |
| 03   | Michael Schumacher   | Benetton-Ford         | 72     | 2      | + 21,209    | 07    | 1:19,256 (47.)   |
| 04   | Ayrton Senna         | McLaren-Ford          | 72     | 1      | + 32,405    | 05    | 1:20,521 (58.)   |
| 05   | Martin Brundle       | Ligier-Renault        | 72     | 2      | + 33,795    | 03    | 1:19,919 (49.)   |
| 06   | Michael Andretti     | McLaren-Ford          | 71     | 2      | + 1 Runde   | 16    | 1:20,631 (61.)   |
| 07   | Rubens Barrichello   | Jordan-Hart           | 71     | 1      | + 1 Runde   | 08    | 1:22,105 (52.)   |
| 08   | Christian Fittipaldi | Minardi-Ford          | 71     | 0      | + 1 Runde   | 23    | 1:22,446 (44.)   |
| 09   | Philippe Alliot      | Larrousse-Lamborghini | 70     | 1      | + 2 Runden  | 10    | 1:21,737 (64.)   |
| 10   | Riccardo Patrese     | Benetton-Ford         | 70     | 3      | + 2 Runden  | 12    | 1:20,626 (52.)   |
| 11   | Thierry Boutsen      | Jordan-Hart           | 70     | 1      | + 2 Runden  | 20    | 1:22,738 (59.)   |
| 12   | Aguri Suzuki         | Footwork-Mugen-Honda  | 70     | 1      | + 2 Runden  | 13    | 1:22,420 (67.)   |
| 13   | Derek Warwick        | Footwork-Mugen-Honda  | 70     | 1      | + 2 Runden  | 15    | 1:22,867 (58.)   |
| 14   | Gerhard Berger       | Ferrari               | 70     | 3      | + 2 Runden  | 14    | 1:21,898 (69.)   |
| 15   | Andrea de Cesaris    | Tyrrell-Yamaha        | 68     | 1      | + 4 Runden  | 25    | 1:24,065 (59.)   |
| 16   | Érik Comas           | Larrousse-Lamborghini | 66     | 1      | DNF         | 09    | 1:22,024 (61.)   |
| –    | Jean Alesi           | Ferrari               | 47     | 1      | DNF         | 06    | 1:22,917 (35.)   |
| –    | Luca Badoer          | Lola-Ferrari          | 28     | 1      | DNF         | 22    | 1:25,196 (04.)   |
| –    | Karl Wendlinger      | Sauber                | 25     | 2      | DNF         | 11    | 1:24,376 (03.)   |
| –    | JJ Lehto             | Sauber                | 22     | 0      | DNF         | 18    | 1:24,735 (07.)   |
| –    | Mark Blundell        | Ligier-Renault        | 20     | 0      | DNF         | 04    | 1:22,939 (06.)   |
| –    | Johnny Herbert       | Lotus-Ford            | 16     | 0      | DNF         | 19    | 1:25,136 (04.)   |
| –    | Fabrizio Barbazza    | Minardi-Ford          | 16     | 0      | DNF         | 24    | 1:25,286 (09.)   |
| –    | Ukyō Katayama        | Tyrrell-Yamaha        | 9      | 0      | DNF         | 21    | 1:25,933 (04.)   |
| –    | Alessandro Zanardi   | Lotus-Ford            | 3      | 0      | DNF         | 17    | 1:26,538 (02.)   |

## WM-Stände nach dem Rennen
Die ersten sechs des Rennens bekamen 10, 6, 4, 3, 2 bzw. 1 Punkt(e).

### Fahrerwertung
| Pos. | Fahrer               | Konstrukteur          | Punkte |
| ---- | -------------------- | --------------------- | ------ |
| 01   | Alain Prost          | Williams-Renault      | 57     |
| 02   | Ayrton Senna         | McLaren-Ford          | 45     |
| 03   | Damon Hill           | Williams-Renault      | 28     |
| 04   | Michael Schumacher   | Benetton-Ford         | 24     |
| 05   | Martin Brundle       | Ligier-Renault        | 9      |
| 06   | Mark Blundell        | Ligier-Renault        | 6      |
| 07   | Johnny Herbert       | Lotus-Ford            | 6      |
| 08   | JJ Lehto             | Sauber                | 5      |
| 09   | Riccardo Patrese     | Benetton-Ford         | 5      |
| 10   | Christian Fittipaldi | Minardi-Ford          | 5      |
| 11   | Gerhard Berger       | Ferrari               | 5      |
| 12   | Jean Alesi           | Ferrari               | 4      |
| 13   | Michael Andretti     | McLaren-Ford          | 3      |
| 14   | Philippe Alliot      | Larrousse-Lamborghini | 2      |

| Pos. | Fahrer             | Konstrukteur          | Punkte |
| ---- | ------------------ | --------------------- | ------ |
| 15   | Fabrizio Barbazza  | Minardi-Ford          | 2      |
| 16   | Alessandro Zanardi | Lotus-Ford            | 1      |
| 17   | Karl Wendlinger    | Sauber                | 1      |
| 18   | Derek Warwick      | Footwork-Mugen-Honda  | 0      |
| 19   | Luca Badoer        | Lola-Ferrari          | 0      |
| 20   | Érik Comas         | Larrousse-Lamborghini | 0      |
| 21   | Aguri Suzuki       | Footwork-Mugen-Honda  | 0      |
| 22   | Rubens Barrichello | Jordan-Hart           | 0      |
| 23   | Andrea de Cesaris  | Tyrrell-Yamaha        | 0      |
| 24   | Thierry Boutsen    | Jordan-Hart           | 0      |
| 24   | Michele Alboreto   | Lola-Ferrari          | 0      |
| 25   | Ukyō Katayama      | Tyrrell-Yamaha        | 0      |
| –    | Ivan Capelli       | Jordan-Hart           | 0      |

### Konstrukteurswertung
| Pos. | Konstrukteur     | Punkte |
| ---- | ---------------- | ------ |
| 01   | Williams-Renault | 85     |
| 02   | McLaren-Ford     | 48     |
| 03   | Benetton-Ford    | 29     |
| 04   | Ligier-Renault   | 15     |
| 05   | Ferrari          | 9      |
| 06   | Lotus-Ford       | 7      |
| 07   | Minardi-Ford     | 7      |

| Pos. | Konstrukteur          | Punkte |
| ---- | --------------------- | ------ |
| 08   | Sauber                | 6      |
| 09   | Larrousse-Lamborghini | 2      |
| 10   | Footwork-Mugen-Honda  | 0      |
| 11   | Lola-Ferrari          | 0      |
| 12   | Jordan-Hart           | 0      |
| 13   | Tyrrell-Yamaha        | 0      |